# 2009年のJリーグ ディビジョン2
- 日本プロサッカーリーグ  > Jリーグ ディビジョン2 > 2009年のJリーグ ディビジョン2
- 2009年のスポーツ  >  2009年のサッカー  >  2009年のJリーグ  > 2009年のJリーグ ディビジョン2

この項目では、2009年シーズンのJリーグ ディビジョン2（J2）について述べる。

## 2009年シーズンのJ2のクラブ
2009年シーズンのJ2のクラブは以下の18クラブである。Jリーグ ディビジョン1 (J1) 17位東京ヴェルディと18位コンサドーレ札幌が2007年シーズン以来2シーズンぶりのJ2降格。また、前シーズンの日本フットボールリーグ（JFL）で好成績をおさめた栃木SC・カターレ富山・ファジアーノ岡山がJリーグに加盟し、新たにJ2リーグへと加わった。
| チーム名           | 監督             | 所在 都道府県 | ホームスタジアム                                 | 前年成績 |
| ------------------ | ---------------- | ------------- | ------------------------------------------------ | -------- |
| コンサドーレ札幌   | 石崎信弘         | 北海道        | 札幌ドーム 札幌厚別公園競技場                    | J1 18位  |
| ベガルタ仙台       | 手倉森誠         | 宮城県        | ユアテックスタジアム仙台                         | J2 3位   |
| 水戸ホーリーホック | 木山隆之         | 茨城県        | 笠松運動公園陸上競技場                           | J2 11位  |
| 栃木SC             | 松田浩           | 栃木県        | 栃木県グリーンスタジアム                         | JFL 2位  |
| ザスパ草津         | 佐野達           | 群馬県        | 正田醤油スタジアム群馬                           | J2 9位   |
| 東京ヴェルディ     | 高木琢也         | 東京都        | 味の素スタジアム                                 | J1 17位  |
| 横浜FC             | 樋口靖洋         | 神奈川県      | ニッパツ三ツ沢球技場                             | J2 10位  |
| 湘南ベルマーレ     | 反町康治         | 神奈川県      | 平塚競技場                                       | J2 5位   |
| ヴァンフォーレ甲府 | 安間貴義         | 山梨県        | 山梨県小瀬スポーツ公園陸上競技場                 | J2 7位   |
| カターレ富山       | 楚輪博           | 富山県        | 富山県総合運動公園陸上競技場                     | JFL 3位  |
| FC岐阜             | 松永英機         | 岐阜県        | 岐阜メモリアルセンター長良川競技場               | J2 13位  |
| セレッソ大阪       | レヴィー・クルピ | 大阪府        | 大阪長居スタジアム                               | J2 4位   |
| ファジアーノ岡山   | 手塚聡           | 岡山県        | 岡山県陸上競技場 桃太郎スタジアム                | JFL 4位  |
| 徳島ヴォルティス   | 美濃部直彦       | 徳島県        | 鳴門・大塚スポーツパークポカリスエットスタジアム | J2 15位  |
| 愛媛FC             | 望月一仁         | 愛媛県        | ニンジニアスタジアム                             | J2 14位  |
| アビスパ福岡       | 篠田善之         | 福岡県        | レベルファイブスタジアム                         | J2 8位   |
| サガン鳥栖         | 岸野靖之         | 佐賀県        | ベストアメニティスタジアム                       | J2 6位   |
| ロアッソ熊本       | 北野誠           | 熊本県        | 熊本県民総合運動公園陸上競技場                   | J2 12位  |

### 監督交代
| チーム名       | 前監督   | 退任日   | 監督代行 | 新監督       | 就任日   | 備考                 |
| -------------- | -------- | -------- | -------- | ------------ | -------- | -------------------- |
| 愛媛FC         | 望月一仁 | 9月14日  | -        | バルバリッチ | 9月15日  | 外部より招聘         |
| 東京ヴェルディ | 高木琢也 | 10月14日 | -        | 松田岳夫     | 10月14日 | ユース監督からの異動 |

## レギュレーションの変更点
- リーグ編成が前シーズンの15クラブから18クラブに増えたことにより、3回戦総当たりは維持されるものの各チームの試合数が9試合増の51試合へと変更になる。[4]
- J1・J2入れ替え戦が廃止され、年間成績1位・2位・3位がJ1へ昇格となる。
- クラブ数が偶数となったため、毎節全チームが試合を行う。2006年から2008年まではクラブ数が奇数であったため、毎節試合を行わないチームがあった。
- 従来の外国籍選手枠とは別に、AFC加盟国・地域の選手を1人出場できる「アジア枠」を導入した。

## スケジュール
J1リーグと同様、3月7日に開幕、12月5日に閉幕、J1リーグとは違い中断期間を設けず、全51節が行われた。

## リーグ戦概要
リーグ序盤戦は、C大阪と湘南が首位争いを展開。それを甲府が追う展開となり、開幕ダッシュに失敗した仙台もクラブ新記録の7連勝を挙げるなど、追い上げを見せた。昇格争いは、C大阪・湘南・仙台・甲府がひしめく混戦、4強状態のまま中盤戦に突入した。
中盤戦以降では東京V・水戸等のクラブが追い上げを見せるも終盤まで続かず、失速。一方、開幕ダッシュに失敗した鳥栖が、ハーフナー・マイクや山瀬幸宏などをシーズン途中に補強し、4強を射程内に捕らえるほどの追い上げを見せた。4強ではC大阪が頭ひとつ抜け出し、仙台が安定した結果を残す一方、勝ちきれない試合が増えてきた甲府と湘南が3位争いを展開した。
第48節でC大阪と仙台が3試合を残して昇格を決めると、最後の1枠を甲府・湘南が争う展開となった。最終節まで残り1つの昇格枠と優勝決定は持ち越された。
最終節では3位につけていた湘南が水戸に2失点を喫するも逆転し、熊本に勝利した甲府を振り切って3位を確保。逆転勝利で11年ぶりのJ1復帰を果たした。仙台は愛媛戦で引き分けに終わったが、C大阪が鳥栖戦で後半アディショナルタイムに同点・逆転弾を喫して敗退したため、仙台がJ2初優勝を果たした。なお、J2降格組の札幌と東京Vは6位、7位に終わり、1年でのJ1再昇格はならなかった。Jリーグ2部制に移行してからは2004年シーズン以来5年ぶりに、降格1年目のチームの昇格が無いシーズンとなった。
一方、下位では、J2昇格1年目の栃木と岡山が苦戦し、栃木は17位、岡山は最下位の18位に終わった。富山は、一時は9位につけていたが、第3クールに入ると失速し、13位に終わった。横浜FCは、序盤は最下位に沈んでいたが、栃木と岡山を引き離し、16位に終わった。また、福岡は、クラブ史上最低順位となる11位に終わった。徳島は、3年連続最下位だったが、善戦して9位と中位に上昇した。

## 順位表
| 順 | チーム               | 試 | 勝 | 分 | 敗 | 得  | 失 | 差  | 点  | 出場権または降格 |
| -- | -------------------- | -- | -- | -- | -- | --- | -- | --- | --- | ---------------- |
| 1  | ベガルタ仙台 (C) (P) | 51 | 32 | 10 | 9  | 87  | 39 | +48 | 106 | J1 2010へ昇格    |
| 2  | セレッソ大阪 (P)     | 51 | 31 | 11 | 9  | 100 | 53 | +47 | 104 | J1 2010へ昇格    |
| 3  | 湘南ベルマーレ (P)   | 51 | 29 | 11 | 11 | 84  | 52 | +32 | 98  | J1 2010へ昇格    |
| 4  | ヴァンフォーレ甲府   | 51 | 28 | 13 | 10 | 76  | 46 | +30 | 97  |                  |
| 5  | サガン鳥栖           | 51 | 25 | 13 | 13 | 71  | 51 | +20 | 88  |                  |
| 6  | コンサドーレ札幌     | 51 | 21 | 16 | 14 | 74  | 61 | +13 | 79  |                  |
| 7  | 東京ヴェルディ       | 51 | 21 | 11 | 19 | 68  | 61 | +7  | 74  |                  |
| 8  | 水戸ホーリーホック   | 51 | 21 | 10 | 20 | 70  | 79 | −9  | 73  |                  |
| 9  | 徳島ヴォルティス     | 51 | 19 | 15 | 17 | 67  | 52 | +15 | 72  |                  |
| 10 | ザスパ草津           | 51 | 18 | 11 | 22 | 64  | 76 | −12 | 65  |                  |
| 11 | アビスパ福岡         | 51 | 17 | 14 | 20 | 52  | 71 | −19 | 65  |                  |
| 12 | FC岐阜               | 51 | 16 | 14 | 21 | 62  | 72 | −10 | 62  |                  |
| 13 | カターレ富山         | 51 | 15 | 16 | 20 | 48  | 58 | −10 | 61  |                  |
| 14 | ロアッソ熊本         | 51 | 16 | 10 | 25 | 66  | 82 | −16 | 58  |                  |
| 15 | 愛媛FC               | 51 | 12 | 11 | 28 | 54  | 80 | −26 | 47  |                  |
| 16 | 横浜FC               | 51 | 11 | 11 | 29 | 43  | 70 | −27 | 44  |                  |
| 17 | 栃木SC               | 51 | 8  | 13 | 30 | 38  | 77 | −39 | 37  |                  |
| 18 | ファジアーノ岡山     | 51 | 8  | 12 | 31 | 40  | 84 | −44 | 36  |                  |

最終更新は2009年12月5日の試合終了時
出典: J.League Data Site
順位の決定基準: 1. 勝点; 2. 得失点差; 3. 得点数.

## 得点ランキング
| 順位   | 選手               | 所属               | 得点 |
| ------ | ------------------ | ------------------ | ---- |
| 得点王 | 香川真司           | セレッソ大阪       | 27   |
| 2      | 都倉賢             | ザスパ草津         | 23   |
| 3      | 大黒将志           | 東京ヴェルディ     | 21   |
| 4      | 乾貴士             | セレッソ大阪       | 20   |
| T5     | キリノ             | コンサドーレ札幌   | 19   |
| T5     | 高崎寛之           | 水戸ホーリーホック | 19   |
| T5     | マラニョン         | ヴァンフォーレ甲府 | 19   |
| 8      | 内村圭宏           | 愛媛FC             | 18   |
| T9     | マルセロ・ソアレス | ベガルタ仙台       | 16   |
| T9     | 佐藤洸一           | FC岐阜             | 16   |
| T9     | 大久保哲哉         | アビスパ福岡       | 16   |

2009年12月5日

出典: J. League Data